# Glaucocharis molydocrossa
Glaucocharis molydocrossa là một loài bướm đêm trong họ Crambidae.